# Sheldon Allman
Sheldon Allman (Chicago, 8 giugno 1924 – Culver City, 22 gennaio 2002) è stato un attore statunitense.

## Filmografia parziale

### Cinema
- 12 uomini da uccidere (Inside the Mafia), regia di Edward L. Cahn (1959)
- Hud il selvaggio (Hud), regia di Martin Ritt (1963)
- Scusa, me lo presti tuo marito? (Good Neighbor Sam), regia di David Swift (1964) - non accreditato
- I 4 figli di Katie Elder (The Sons of Katie Elder), regia di Henry Hathaway (1965)
- Nevada Smith, regia di Henry Hathaway (1966)
- Ispettore Callaghan: il caso Scorpio è tuo! (Dirty Harry), regia di Don Siegel (1971) - non accreditato
- Tutti gli uomini del presidente (All the President's Men), regia di Alan J. Pakula (1976) - non accreditato

### Televisione
- The Restless Gun – serie TV, episodio 2x10 (1958)
- Peter Gunn – serie TV, episodio 2x01 (1959)
- Maverick – serie TV, episodio 4x08-4x19 (1960-1961)
- Surfside 6 – serie TV, episodi 2x05-2x30 (1961-1962)
- The Gallant Men – serie TV, episodio 1x22 (1963)
- Dakota (The Dakotas) – serie TV, episodio 1x19 (1963)
- The Travels of Jaimie McPheeters – serie TV, episodi 1x14-1x15 (1963)
- La legge del Far West (Temple Houston) – serie TV, episodio 1x25 (1964)
- Strega per amore (I Dream of Jeannie) – serie TV (1970) - non accreditato
- La casa nella prateria (Little House on the Prairie) – serie TV (1974) - non accreditato